# 留萌市立留萌中学校
留萌市立留萌中学校（るもいしりつ るもいちゅうがっこう）は北海道留萌市にある公立中学校である。主に東光小学校、緑丘小学校、潮静小学校を卒業した生徒が入学する。

## 概要
元は留萌市第2位のマンモス校で、最大2,000人以上の生徒数だったが、近年では生徒数の減少が著しく、2019年4月の生徒数は269人と全盛時の7分の1ほどとなっている。

## 沿革
（沿革節の主要な出典は公式サイト）
- 1881年（明治14年） - 留萌尋常小学校の校舎内に留萌尋常小学校高等部として開校。
- 1947年（昭和22年） - 留萌市立東光小学校に移り、留萌高等小学校となる。
- 1948年（昭和23年） - 新制留萌市立留萌中学校となる。
- 1949年（昭和24年） - 第1期工事が行われる（3年生のみ8学級456人移入）。
- 1951年（昭和26年） - 第2期工事が行われる。
- 1952年（昭和27年） - 第3期増築工事が行われる。
- 1953年（昭和28年） - 第4期増築工事が行われる。
- 1954年（昭和29年） - 第5期増築工事が行われる。（3学年33学級2,156人収容）
- 1961年（昭和36年） - 春日分校が留萌市立北光中学校として独立。
- 1963年（昭和38年） - 特殊学級設置。
- 1978年（昭和53年） - 給食廃止。
- 1995年（平成7年） - パソコン室が完成。
- 2006年（平成18年） - 創立50周年（記念誌と記念旗が作成された）。
- 2017年（平成29年）-　避難校舎が完成。

## 部活動
文化部
- 吹奏楽部・・・1985年全中銀賞
- 科学部
- 華道部
- 演劇部
- 美術部
- 写真部
- 合唱部
- 家庭部

運動部
- 陸上競技部（男女）・・・2010年全中男子個人出場（800ｍ、1500ｍ）
- サッカー部（男女）
- バレーボール部（女子）・・・1990年全中ベスト8、1993年全中出場、1994年全中出場、1995年全中ベスト16、1996年全中ベスト4、2009年全中出場
- 剣道部（男女）
- バスケットボール部（男女）
- ソフトテニス部（男女）
- 軟式野球部（男子）・・・全道大会最多優勝、通算最多勝利。
- ノルディックスキー部（男子）・・・1990年全中8位、1997年全中5位、1998年全中5位、1999年全中5位、2005年全中5位、
- ノルディックスキー部（女子）・・・1992年4位、1997年全中2位、1998年全中優勝、2006年全中4位、2008年全中5位、2009年全中9位
- アルペンスキー部（男子）・・・1996年全中7位、1998年全中6位、2000年全中10位、2002年全中16位、2004年全中15位、2016年全中出場
- アルペンスキー部（女子）・・・2000年全中4位、2001年全中12位
- 卓球部（男子）・・・1989年全中出場
- 卓球部（女子）・・・1996年全中出場、1997年全中出場、1998年全中出場
- ソフトボール部（女子）

## 行事
主な行事は以下の通り。
- 体育大会…100ｍ、100ｍH、400ｍ、1500ｍ（女子は800ｍ）、800ｍR（女子は400ｍR）が各1名、綱引き、玉入れ（共に全員）をクラス対抗で行う。
- 校内弁論会…8月に実施。優勝者管内弁論大会に参加する。
- 望洋祭…9月に実施。学校祭の名称、一般参賀あり。模擬店、壁新聞、演劇、軽音楽コンサート、クラス合唱などを実施。
- マラソン大会…通常は9月に行う。バスでスタート地点まで行き、増毛町の公道をコースとする事が多い。
- 球技大会…11月に実施。 学年ごとに別日程で行う。積雪期間のため屋内競技のみ、バスケットボール、バレーボール（女子のみ）、フットサル（男子のみ）、卓球。
- 宿泊研修…1年次。小平町の研修施設などを利用する。
- 強行遠足…学校を出発し約16kmを競争していた。昭和20年代に廃止された。
- 芸術鑑賞…全学年8月。
- 修学旅行…3年次8月。函館、札幌へ2泊3日で行う。
- あいさつ運動…生徒会などが朝、校門に立って挨拶をする。

## 著名な出身者
- 若松勉 - 野球解説者、元プロ野球選手、元プロ野球監督、
- 佐藤勝 - 作曲家
- 森田公一 - 音楽家
- 上原子友康 - ロックミュージシャン
- 坂詰克彦 - ロックミュージシャン
- 西村千里 - ロックミュージシャン
- 吉村秀樹 - ロックミュージシャン
- 射守矢雄- ロックミュージシャン
- 小松正宏- ロックミュージシャン
- 今巧 - スキージャンプ指導者、元スキージャンプ選手